# Vejatlas
Et vejatlas er en indbundet samling af vejkort i systematisk rækkefølge, altså et specielt atlas som opfylder en bilførers individuelle behov. Det tjener frem for alt til orientering.
Hovedbestanddelen i et vejatlas er en kortdel, som kan være sammensat af kortserier i forskellige målestoksforhold. Vejkortene, også kaldet detailkort, er alt efter atlas lavet i et målestoksforhold på mellem 1:150.000 og 1:400.000 og viser størstedelen af det pågældende lands (f.eks. Danmark) vejnet.
Yderligere indeholdte kort kan være:
- Bygennemkørselskort (i målestoksforhold 1:80.000 til 1:170.000)
- Kort over større byer i det pågældende land
- Oversigtskort over f.eks. Alperne eller Europa (i målestoksforhold 1:300.000 til 1:500.000)

Ud over forskellige former for kort indeholder et vejatlas tit også flere andre informationer, som f.eks.:
- Kilometer-/køretidstabel
- By-/vejfortegnelse
- Færdselsregler
- Liste over færdselstavler
- Liste over bødetakster
- Liste over hoteller
- Vejledning i førstehjælp
- Ekstra lister over f.eks. postnumre eller administrativ inddeling i det pågældende land